# 王义 (1954年)
王义（1954年—），汉族，山东诸城人，中国人民解放军少将，中国共产党党员。北京大学行政管理学专业毕业。

## 生平
2013年3月前，任解放军信息工程大学政委。2015年2月13日之前，卸任解放军信息工程大学政委职务。
2013年，当选为第十二届全国人民代表大会解放军代表。